# Altendorf (Radevormwald)
Altendorf ist eine Ortschaft in Radevormwald im Oberbergischen Kreis im Regierungsbezirk Köln in Nordrhein-Westfalen (Deutschland).

## Lage und Beschreibung
Altendorf liegt im östlichen Radevormwald nahe der Stadtgrenze zu Halver und ist über eine Kreisstraße zu erreichen, die bei Eich von der Bundesstraße 229 zwischen Radevormwald und Halver abzweigt und die mehrere weitere Ort- und Hofschaften verkehrstechnisch anbindet.
Nahe der Ortschaft entspringt der Moorbach, der in die Bevertalsperre mündet. Die benachbarten Ortschaften sind Hahnenberg, Weyer und Tanne. Altendorf liegt an der Trasse der in diesem Abschnitt 1968 stillgelegten Bahnstrecke der Wuppertal-Bahn (Kursbuchstrecke 403) zwischen Radevormwald und Halver.
Altendorf gehört zum Radevormwalder Wahlbezirk 180 und zum Stimmbezirk 182.

## Geschichte
1469 wurde der Ort das erste Mal urkundlich erwähnt und zwar „Hz. Gerhard von Jülich-Berg verleiht dem Rutger Haken Mahlzwang über 22 Häuser bei Radevormwald.“ Die Schreibweise der Erstnennung war „Aldendorpe“.

## Attraktionen und Einrichtungen
In unmittelbarer Nähe liegt die Motocrossanlage Hahnenberg. Die Strecke hat eine Länge von 1345 Metern und besteht aus festem Lehmboden und einer Bewässerungsanlage. Betreiber der Anlage sind die Motorsportfreunde (MSF) Kräwinklerbrücke.